# Банк Бангладеш
Банк Бангладеш (бенг. বাংলাদেশ ব্যাংক, англ. Bangladesh Bank) — центральный банк Бангладеш.
Банк Бангладеш является первым центральным банком в мире, который ввел специальную горячую линию (16236), чтобы люди могли пожаловаться на любую проблему, связанную с банковской деятельностью. Банк принимает активное участие в разработке политики зеленого банкинга и финансовой доступности и является важным членом Альянса за финансовую доступность.

## История
В июле 1948 года в Восточном Пакистане создано отделение Государственного банка Пакистана. 16 декабря 1971 года создан Банк Бангладеш, начавший операции 1 января следующего года.